# Damian Gorawski
Damian Gorawski (ur. 4 stycznia 1979 w Rudzie Śląskiej) – polski piłkarz grający na pozycji napastnika lub pomocnika. 
Karierę piłkarską rozpoczął jako wychowanek Ruchu Chorzów. Z tego zespołu przeszedł do Wisły Kraków. Z drużyną Wisły Kraków dwa razy zdobył tytuł mistrzowski. Na początku 2005 roku podpisał 3-letni kontrakt z FK Moskwa. Zawodnikiem tego klubu był do końca 2007 roku. W 2008 roku przeszedł do Szynnika Jarosław. W styczniu 2009 roku przeszedł do Górnika Zabrze. W sezonie 2010/2011 nie znalazł się w podstawowej kadrze zespołu i został przesunięty do drużyny rezerw. W późniejszych latach Damian Gorawski był zawodnikiem Orląt Rudawa i trenerem drużyn Orląt Rudawa należących do najmłodszej kategorii wiekowej.

## Reprezentacja Polski
Damian Gorawski zadebiutował w kadrze narodowej w meczu Polska – Włochy (3:1), który odbył się w Warszawie.
Otrzymał powołanie do reprezentacji Polski na Mistrzostwa Świata w Niemczech w 2006 roku, jednak z powodów zdrowotnych w ostatniej chwili został wycofany, a na jego miejsce powołano środkowego obrońcę Lecha Poznań, Bartosza Bosackiego.
| Mecze w reprezentacji | Mecze w reprezentacji | Mecze w reprezentacji   | Mecze w reprezentacji | Mecze w reprezentacji | Mecze w reprezentacji | Mecze w reprezentacji | Mecze w reprezentacji | Mecze w reprezentacji |
| l.p.                  | Data                  | Miejsce                 | Przeciwnik            | Rezultat              | Rozgrywki             | Grał                  | Uwagi                 |                       |
| --------------------- | --------------------- | ----------------------- | --------------------- | --------------------- | --------------------- | --------------------- | --------------------- | --------------------- |
| 1.                    | 12 listopada 2003     | Warszawa                | Włochy                | 3-1                   | towarzyski            | od 90'                |                       |                       |
| 2.                    | 16 listopada 2003     | Płock                   | Serbia i Czarnogóra   | 4-3                   | towarzyski            | od 84'                |                       |                       |
| 3.                    | 18 lutego 2004        | San Fernando            | Słowenia              | 2-0                   | towarzyski            | do 68'                |                       |                       |
| 4.                    | 21 lutego 2004        | San Fernando            | Wyspy Owcze           | 6-0                   | towarzyski            | do 45'                |                       |                       |
| 5.                    | 31 marca 2004         | Płock                   | Stany Zjednoczone     | 0-1                   | towarzyski            | od 63'                |                       |                       |
| 6.                    | 29 maja 2004          | Szczecin                | Grecja                | 1-0                   | towarzyski            | od 90'                |                       |                       |
| 7.                    | 5 czerwca 2004        | Solna                   | Szwecja               | 1-3                   | towarzyski            | od 88'                | Gol                   |                       |
| 8.                    | 18 sierpnia 2004      | Poznań                  | Dania                 | 1-5                   | towarzyski            | od 58'                |                       |                       |
| 9.                    | 4 września 2004       | Belfast                 | Irlandia Północna     | 3-0                   | elim. MŚ 2006         | od 67'                |                       |                       |
| 10.                   | 8 września 2004       | Chorzów                 | Anglia                | 1-2                   | elim. MŚ 2006         | od 80'                |                       |                       |
| 11.                   | 17 listopada 2004     | Saint-Denis             | Francja               | 0-0                   | towarzyski            | od 89'                |                       |                       |
| 12.                   | 9 lutego 2005         | Grodzisk Wielkopolski   | Białoruś              | 1-3                   | towarzyski            | od 46'                |                       |                       |
| 13.                   | 15 sierpnia 2005      | Kijów                   | Serbia i Czarnogóra   | 3-2                   | towarzyski            | do 75'                |                       |                       |
| 14.                   | 16 listopada 2005     | Ostrowiec Świętokrzyski | Estonia               | 3-1                   | towarzyski            | 90'                   |                       |                       |